# تيسكا شوبرا
تيسكا شوبرا هي ممثلة هندية، ولدت في 1 نوفمبر 1973 في الهند.

## أعمال

### أفلام
- (2007) نجوم على الأرض[5]

## وصلات خارجية
- تيسكا شوبرا على موقع IMDb (الإنجليزية)
- تيسكا شوبرا على موقع قاعدة بيانات الأفلام العربية
- تيسكا شوبرا على موقع ألو سيني (الفرنسية)
- تيسكا شوبرا على موقع أول موفي (الإنجليزية)
- تيسكا شوبرا على موقع قاعدة بيانات الفيلم (الإنجليزية)
- تيسكا شوبرا على موقع كينوبويسك (الروسية)